# Jacopo Mosca
Jacopo Mosca (Savigliano, 29 agosto 1993) è un ciclista su strada italiano che corre per il team Lidl-Trek.
Professionista dal 2017, nello stesso anno ha vinto la settima tappa e la classifica generale del Tour of Hainan. È il marito di Elisa Longo Borghini che ha sposato il 28 ottobre 2023 nel Santuario della Madonna del Boden a Ornavasso.

## Palmarès
- 2011 (Juniores)

Trofeo comune di Vertova Memorial Pietro Merelli
- 2016 (Viris Maserati-Sisal Matchpoint, tre vittorie)[1]

Circuito di Pinerolo
Circuito Castelnovese
Coppa Mobilio Ponsacco (cronometro)
- 2017 (Wilier Triestina-Selle Italia, due vittorie)

7ª tappa Tour of Hainan (Sanya > Wuzhishan)
Classifica generale Tour of Hainan
- 2018 (Wilier Triestina-Selle Italia, una vittoria)

4ª tappa Tour of China I (Chongqing Liangping > Chongqing Liangping)

### Altri successi
- 2017 (Wilier Triestina-Selle Italia)

Classifica scalatori Tour de Korea
- 2018 (Wilier Triestina-Selle Italia)

Classifica a punti Tirreno-Adriatico

## Piazzamenti

### Grandi Giri
- Giro d'Italia

2018: 98º
2020: 31º
2021: 52º
2022: 103º
2025: 126º
- Vuelta a España

2019: 85º
2023: 92º

### Classiche monumento
- Milano-Sanremo

2017: 90º
2018: 145º
2020: 60º
2021: 55º
2022: 155º
2023: 164º
2024: 132º
2025: 120º
- Liegi-Bastogne-Liegi

2023: 78º
- Giro di Lombardia

2020: 26º
2023: 110º
2024: 106º

### Competizioni europee
- Campionati europei

Limburgo 2024 - In linea Elite: 61°